# Marino Fattori
Marino Fattori (Cailungo, Borgo Maggiore, 25 mars 1832 - Saint-Marin, 27 avril 1896) est un écrivain et politicien saint-marinais, capitaine-régent en 1873, en 1882, en 1887 et en 1893.
Il étudia la médecine vétérinaire à l'Université de Bologne et prit aussi des cours de latin et grec. Il travailla en tant que professeur et publia Ricordi storici della republica di S. Marino en 1869.